# Nerf labial supérieur
Les labiales supérieures (branches labiales), sont des branches du nerf infra-orbitaire, lui-même issu de la branche maxillaire (V2) du trijumeau (CN V). Elles sont les plus grandes et les plus nombreuses branchent, elles descendent derrière le muscle releveur de la lèvre supérieure, et se répartissent sur la peau de la lèvre supérieure, la muqueuse de la bouche et les glandes labiales.
Ils sont reliés, juste sous l'orbite, par des filaments du nerf facial dont sa branche buccale, formant avec eux le plexus infraorbitaire.